# Певчих, Мария Константиновна
Мари́я Константи́новна Пе́вчих (род. 15 августа 1987, Зеленоград, Москва, РСФСР, СССР) — российский журналист-расследователь.
Соратница Алексея Навального. С начала 2010-х руководила отделом расследований «Фонда борьбы с коррупцией». Певчих начала публичную деятельность в 2020 году, после отравления Навального. В марте 2023 года стала председательницей Anti-Corruption Foundation.
С 2022 года — руководитель и ведущая канала «Популярная политика» на YouTube. Исполнительный продюсер документального фильма «Навальный» (2022). Автор и ведущая документального сериала «Предатели» (2024).

## Биография
Родилась 15 августа 1987 года в Зеленограде (Москва).

Окончила зеленоградскую гимназию № 1528. В 2003 году поступила на социологический факультет МГУ, а с 2005 года обучалась в Лондонской школе экономики и политических наук. По собственным словам, не жила постоянно в России с 2006 года, хотя посещала страну «наездами». По завершении обучения в Лондоне вернулась в МГУ и окончила социологический факультет, где руководителем её дипломной работы «Этно-социологический портрет современной Великобритании» был Александр Дугин. По специальности — политолог.
По окончании МГУ до 2014 года работала в британской транснациональной компании British American Tobacco. В 2010 году возглавляла российскую делегацию в Ванкувере для участия в молодёжных аналогах Большой восьмёрки и Большой двадцатки. В 2019 году получила гражданство Великобритании. Постоянно проживает в Лондоне.

### Отравление Алексея Навального
Певчих была среди тех, кто сопровождал Навального в поездке в Томске, где он был отравлен. В Томске они работали над расследованием о местных застройщиках. Узнав об отравлении, она смогла забрать бутылку с водой из отеля, где команда ночевала, и вывезти её из страны. Впоследствии немецким следователям удалось обнаружить на этой бутылке следы боевого отравляющего вещества «Новичок».
В сентябре 2020 года стала объектом обвинений со стороны российских федеральных СМИ, которые утверждали, что это она замешана в отравлении. К родственникам Марии приходила полиция. Сама Мария утверждала, что за ней и её бабушками ведётся слежка.
В апреле 2021 года, когда Алексей Навальный начал голодовку, и она стала угрожать его здоровью, Мария Певчих опубликовала колонку в британской газете The Guardian. В статье она описала состояние Навального и предысторию, связанную с отравлением.
В феврале 2023 года Певчих дала интервью Юрию Дудю. Это интервью оказалось самым длинным среди выпусков «вДудь» — видеоролик длится около четырёх часов. На следующий день после выхода интервью с сайта МГУ удалили страницу о его выпускнице Певчих, которая находилась там около 13 лет. В марте 2023 года Мария Певчих стала председателем совета директоров ФБК после ухода с этой должности Леонида Волкова.
5 мая 2023 года Министерством юстиции России внесена в список физических лиц «иностранных агентов».
29 января 2024 года Басманный суд Москвы вынес заочное решение о взятии Марии Певчих под стражу по обвинениям по статьям о «фейках» о ВС РФ, «организации деятельности экстремистского сообщества» и «вандализме».
1 августа 2024 года произошёл обмен заключёнными между Россией и странами Запада, в котором участвовало несколько сторонников ФБК. По словам Певчих, итоговый список россиян для обмена помогали составлять она и Христо Грозев.
16 августа 2024 года Росфинмониторингом внесена в перечень террористов и экстремистов.

## Расследовательская деятельность
По словам самой Певчих, в расследовательскую журналистику она попала случайно: в начале 2010-х годов начала читать блог Алексея Навального в «Живом Журнале» и в 2011 году попробовала устроиться работать в проект «РосПил». После знакомства и общения с Навальным она стала руководителем нового отдела расследований ФБК. Первым её расследованием стало дело о завышенных ценах закупок буровых установок банком ВТБ.
Певчих занимается поиском, анализом и архивированием материалов для расследований, также пишет сценарии для фильмов-расследований и отвечает за процесс съёмок. Первым опубликованным в виде фильма стало расследование ФБК о собственности генпрокурора Юрия Чайки и его семьи в 2015 году. С тех пор большая часть расследований выходит на YouTube-канале «Алексей Навальный».
Другие резонансные расследования ФБК, в которых принимала участие Певчих, — это истории о связи главы ВТБ Андрея Костина с журналисткой Наилей Аскер-Заде, о министре иностранных дел Сергее Лаврове, о высоких зарплатах некоторых сотрудников государственной сети информационных телеканалов RT, а также о команде отравителей Алексея Навального и о дворце Путина.
В отличие от коллег по ФБК, Певчих долгое время не выступала публично и не была активна в соцсетях, хотя и была известна в журналистских кругах. В частности, журналист Роман Анин называл её одной из самых лучших расследовательниц в России. В публичном пространстве появилась лишь после отравления Навального.

### Вторжение России на Украину
22 декабря 2021 года когда Россия начала стягивать войска к границе с Украиной, Певчих совместно с Георгием Албуровым выпустила расследование о первом главе ДНР Александре Бородае, о совершённых им военных преступлениях, в частности о сбитии малайзийского боинга в 2014 году, а также о недвижимости в ОАЭ, в котором призвала россиян не принимать участия в возможных боевых действиях против Украины.
15 января 2025 года Марию Певчих внесли в базу украинского сайта «Миротворец». Её обвиняют в актах агрессии против Украины.

### Сериал «Предатели»
15 апреля 2024 года вышел документальный сериал Марии Певчих «Предатели» в котором она выступила как автор и ведущий. В первой и второй сериях Певчих показала некоторые факты и документы и дала свой авторский комментарий о российской политической системе 1990-х годов. После выхода первой и второй серий фильм Певчих и её оценка событий вызвали широкий общественный резонанс. Певчих называет сериал экранизацией опубликованного в августе 2023 года письма Алексея Навального про 1990-е годы. Вторая серия фильма «Предатели» «Семья и олигархи» — описывает события вокруг выборов и второго срока президента Ельцина, показывает людей из его окружения и других участников тех событий, которых Певчих подвергла резкой критике, чем снова повлияла на ход дискуссий о содержании сериала и вызвала новые комментарии и вопросы как по прошлым, так и по текущим событиям.
Среди критиков фильма — политик Михаил Ходорковский, которому посвящены фрагменты в первой и второй сериях фильма о залоговых аукционах и выборах 1996 года, журналисты Сергей Пархоменко, Евгения Альбац, Михаил Фишман и другие. Фильм критикуют за отсутствие спикеров со стороны обвиняемых в коррупции, использовании сомнительных источников (например, книг Александра Коржакова), отсутствие «новой» информации по теме, разъединении общества. Также критику вызывает возраст Марии Певчих, которая «не жила в 90-е». Александр Плющев назвал фильм черрипикингом и поставил его в один ряд с кремлёвской пропагандой.
«Это классно! Я в восторге от того, что мы ведем эту дискуссию. Я надеюсь, что мы будем обсуждать это бесконечно»
Соратник ФБК Владимир Милов выразил свои вопросы по содержанию фильма и пригласил Певчих к публичной дискуссии. Фильм обсуждали и в той или иной мере поддержали политологи Аббас Галлямов и Фёдор Крашенинников, журналисты Роман Волобуев и Станислав Кучер, писатель Марк Солонин, арт-менеджер Марат Гельман, доктор исторических наук Валерий Соловей и другие деятели оппозиции. На претензии о «разъединении» автор фильма отмечает, что с помощью сериала они надеются избежать повторения ошибок прошлого. Певчих утверждает, что героям фильма, обвиняемым в коррупции, «не положено особого отношения, которое делает их коррупцию чуть более оправданной».

## Награды
Является двукратным лауреатом ежемесячной журналистской премии «Редколлегия»:
- в январе 2021 года совместно с Алексеем Навальным и Георгием Албуровым за расследование «Дворец для Путина. История самой большой взятки»,
- в июне 2022 года совместно с Михаилом Магловым, Романом Баданиным, Дмитрием Сухаревым и Иваном Васильевым за расследование о захвате Газпрома чекистами[уточнить].